# Loma de Cabrera
Loma de Cabrera è un comune della Repubblica Dominicana di 15.271 abitanti, situato nella Provincia di Dajabón. Comprende, oltre al capoluogo, due distretti municipali: Capotillo e Santiago de la Cruz.